# Stanisław Sędziwy
Stanisław Sędziwy (ur. 27 stycznia 1934 w Poznaniu, zm. 7 stycznia 2024 w Krakowie) – polski matematyk, profesor nauk matematycznych, emerytowany nauczyciel akademicki Uniwersytetu Jagiellońskiego i Państwowej Wyższej Szkoły Zawodowej w Tarnowie.

## Życiorys
Był absolwentem I Liceum Ogólnokształcącego w Krakowie. Został wyróżniony w finale II Olimpiady Matematycznej (1951). W 1956 ukończył studia na Politechnice Krakowskiej, a w 1960 studia matematyczne na Wydziale Matematyki, Fizyki i Chemii UJ. W 1965 roku obronił doktorat (promotor Zdzisław Opial). Habilitował się w 1975, a w 1997 uzyskał tytuł profesora.
Obszar jego zainteresowań stanowiły informatyka, metody numeryczne, równania różniczkowe zwyczajne (badania jakościowe). Promotor doktoratu m.in. Mariana Mrozka.